# Peix cirurgià bru
El peix cirurgià bru (Acanthurus nigrofuscus) és una espècie de peix pertanyent a la família dels acantúrids.

## Descripció
- Pot arribar a fer 21 cm de llargària màxima.
- 9 espines i 24-27 radis tous a l'aleta dorsal i 3 espines i 22-24 radis tous a l'anal.
- Aletes pèlviques de color marró.[3][4]

## Alimentació
Menja algues.

## Depredadors
És depredat per Aulostomus chinensis (a Hawaii), Cephalopholis argus i Cephalopholis miniata.

## Hàbitat
És un peix marí, associat als esculls i de clima tropical (24 °C-28 °C; 31°N-34°S, 3°E-123°W) que viu entre 0-25 m de fondària (normalment, entre 2 i 25).

## Distribució geogràfica
Es troba des del mar Roig fins a Transkei (Sud-àfrica), les illes Hawaii, les Tuamotu, el sud del Japó, el sud de la Gran Barrera de Corall, Nova Caledònia i les illes Australs.

## Costums
És bentopelàgic.

## Ús comercial
És menjat tant cru com cuit, tot i que n'hi ha informes d'intoxicacions per ciguatera.